# Сатулиноя
Сатулиноя — река в России, протекает по Питкярантскому району Карелии.
Исток — болото южнее озера Вепсяислампи (исток реки Пиени-Кивиоя), севернее истока Кирккойоки. Течёт на юго-запад по ненаселённой заболоченной местности. Впадает в залив Уксунлахти Ладожского озера, перед устьем пересекает железную дорогу Янисъярви — Лодейное Поле и трассу 86К-8 («Олонец — Питкяранта — Леппясилта»). Длина реки составляет 13 км.

## Данные водного реестра
По данным государственного водного реестра России относится к Балтийскому бассейновому округу, водохозяйственный участок реки — Водные объекты бассейна оз. Ладожское без рр. Волхов, Свирь и Сясь, речной подбассейн реки — Нева и реки бассейна Ладожского озера (без подбассейна Свирь и Волхов, российская часть бассейнов). Относится к речному бассейну реки Нева (включая бассейны рек Онежского и Ладожского озера).
Код объекта в государственном водном реестре — 01040300212102000011310.